# Monts Insulaires
Les monts Insulaires, en anglais Insular Mountains, sont un ensemble montagneux réparti entre l'île de Vancouver et l'archipel Haida Gwaii, en Colombie-Britannique au Canada, et appartenant aux chaînes côtières du Pacifique. Il culmine au Golden Hinde, à 2 197 mètres d'altitude.
Ces montagnes constituent les restes des îles Insulaires, un arc volcanique insulaire d'où le nom, qui s'est soudé au continent nord-américain au Crétacé.

## Subdivisions

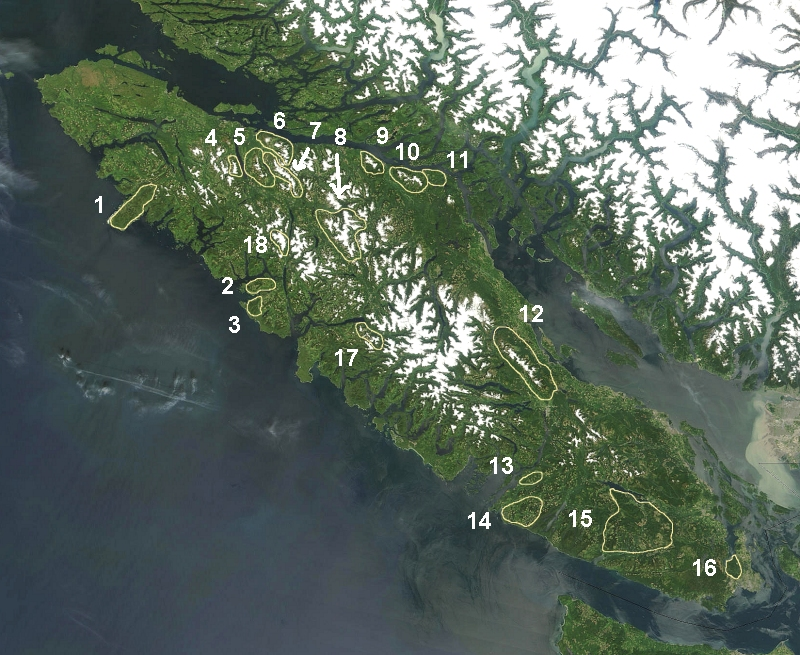
Photo satellite annotée avec les chaînons de l'île de Vancouver.

- Monts Queen Charlotte
  1. Chaînon Cameron
  2. Chaînon Crease
  3. Chaînon San Christoval
  4. Chaînon Cameron

- Chaînons de l'île de Vancouver
  1. Chaînon Refugium
  2. Chaînon Sophia
  3. Chaînon Genevieve
  4. Chaînon Karmutzen
  5. Chaînon Hankin
  6. Chaînon Franklin
  7. Chaînon Bonanza
  8. Chaînon Sutton
  9. Chaînon Newcastle
  10. Chaînon Prince of Wales
  11. Chaînon Halifax
  12. Chaînon Beaufort
  13. Chaînon Pelham
  14. Chaînon Somerset
  15. Chaînon Seymour
  16. Chaînon Gowlland
  17. Chaînon Pierce
  18. Chaînon Haihte